# Arturo Scotto
Arturo Scotto (Torre del Greco, 15 maggio 1978) è un politico italiano.
È stato deputato alla Camera per due legislature: la XV e la XVII, ricoprendo vari incarichi parlamentari. Dal 2022 torna alla Camera dei Deputati risultando eletto deputato per la XIX legislatura. Dal 7 aprile 2019 al 10 giugno 2023 è stato coordinatore di Articolo Uno.

## Biografia
Nato il 15 maggio 1978 a Torre Del Greco, in provincia di Napoli, laureatosi in scienze politiche all'Università degli Studi di Napoli Federico II, sposato con Elsa Bertholet con cui ha avuto tre figli (Enrico, Heloïse e Mathieu), s'iscrive nel 1994 all'organizzazione giovanile del Partito Democratico della Sinistra: Sinistra giovanile (SG), diventando due anni dopo nel 1996 segretario del Circolo di Torre del Greco e nel 2001 segretario della federazione provinciale di Napoli della SG. Nello stesso anno entra nella direzione nazionale dei Democratici di Sinistra (DS), e successivamente anche ad entrare nell'esecutivo nazionale della SG.

### Elezione a deputato
In occasione delle elezioni politiche del 2006 viene candidato alla Camera dei deputati, ed eletto tra le liste dell'Ulivo (lista che univa i DS con La Margherita di Francesco Rutelli) nella circoscrizione Campania 1, risultando il più giovane parlamentare della XV legislatura, dov'è componente della 4ª Commissione Difesa e della 2ª Commissione Giustizia, in sostituzione del Ministro dell'università e della ricerca Fabio Mussi.
Componente della Sinistra DS, è stato uno dei primi firmatari della tesi "Alla fine c'era la terra da salvare", che si opponeva allo scioglimento dei DS ed alla costruzione del Partito Democratico (PD), presentata nel IV Congresso Nazionale della Sinistra Giovanile.
Nel maggio 2007, in coerenza con la linea espressa fino ad allora, ha lasciato i DS in procinto di sciogliersi per lasciare spazio al PD, per aderire alla scissione di Sinistra Democratica di Fabio Mussi e Cesare Salvi.
Alle elezioni politiche del 2008 viene candidato per la Camera dei deputati come capolista de La Sinistra l'Arcobaleno nella circoscrizione Campania 1. Ma non viene eletto a causa del mancato superamento della soglia di sbarramento del 4% su base nazionale da parte della lista.

### Sinistra Ecologia Libertà
Nel 2010 con Sinistra Democratica partecipa al processo di costituzione del partito Sinistra Ecologia e Libertà (SEL) di Nichi Vendola, di cui diventa il coordinatore regionale in Campania, oltre che membro della presidenza nazionale di SEL come Responsabile Esteri del partito.
Nel dicembre 2012 si candida alle elezioni primarie parlamentari organizzate da SEL, al termine delle quali si rivela essere il più votato nella circoscrizione della Camera - Campania 1.
Alle elezioni politiche del 2013 è stato ricandidato alla Camera dei deputati, venendo quindi rieletto tra le liste di Sinistra Ecologia Libertà nella circoscrizione Campania 1. Diventa successivamente nella XVIII legislatura della Repubblica componente e capogruppo di SEL nella 3ª Commissione Affari Esteri e Comunitari della Camera.
Il 10 luglio 2014 viene eletto come nuovo capogruppo di SEL alla Camera, sostituendo il capogruppo ad interim Nicola Fratoianni, dopo le dimissioni del predecessore Gennaro Migliore e di tutto l'ufficio di presidenza di SEL alla Camera, oltre che l'uscita di 12 deputati che contestavano la linea di Nichi Vendola a loro avviso, troppo oppositiva nei confronti del governo Renzi e del Partito Democratico che aveva portato SEL ad abbandonare l'idea di adesione al PSE con i democratici preferendo una costituenda della sinistra radicale già tracciato dal percorso delle europee 2014 con la lista L'Altra Europa con Tsipras.
Scotto è stato considerato un uomo di mediazione tra l'ala più radicale e di sinistra del partito e l'ala più dialogante con il PD e il governo.

### Fondazione di Sinistra Italiana
Con lo scioglimento di SEL, e la trasformazione del gruppo parlamentare Sinistra Italiana (composto da fuoriusciti dal PD) in partito politico dove confluisce SEL, il 23 gennaio 2017, con un post nel suo blog sull'Huffington, si candida alla segreteria nazionale di Sinistra Italiana, in rappresentanza dell'ala più dialogante con il PD, contro la mozione del coordinatore di SEL Nicola Fratoianni, rappresentante dell'ala che punta tutto sulla costruzione di un soggetto autonomo anche dal centro-sinistra. Presentatosi con un programma di 5 punti: lavoro e le tutele (appoggiando i referendum della CGIL), maggiori investimenti pubblici; il reddito minimo garantito; "la rivoluzione delle donne" e la "rivoluzione ecologica", a sostenere la mozione di Scotto ci sono almeno 16 parlamentari di Sinistra Italiana, più un gruppo di dirigenti che va dal vicepresidente della Regione Lazio Massimiliano Smeriglio ad Alfredo D'Attorre e i giovani Marco Furfaro e Simone Oggionni. Ma il 2 febbraio annuncia il ritiro della candidatura, facendo forti accuse alla classe dirigente del nuovo partito.
Il 19 febbraio, al congresso fondativo di Sinistra Italiana svolto a Rimini, annuncia la volontà di non entrare nel nuovo partito.

### Coordinatore di Articolo Uno
Nello stesso mese Scotto, in seguito all'abbandono del Partito Democratico da una parte degli esponenti della "minoranza Dem", tra cui Massimo D'Alema, Pier Luigi Bersani, Roberto Speranza, Guglielmo Epifani, Enrico Rossi e Vasco Errani, si unisce a loro per fondare un nuovo partito di sinistra chiamato (allora) Articolo 1 - Movimento Democratico e Progressista (MDP).
È stato ricandidato alle elezioni politiche del 4 marzo 2018, tra le liste di Liberi e Uguali, ma senza risultare eletto.
Il 7 aprile 2019 è stato nominato coordinatore nazionale di Articolo Uno, succedendo a Roberto Speranza diventato segretario del partito, caratterizzandosi successivamente tra i dirigenti più apprezzati dai militanti, per il suo stretto legame con i territori e per essere il propugnatore di un rapporto col PD che lui sintetizza "Ci interessa influire, non confluire", implicando anche la sua contrarietà all'ipotesi che Articolo Uno possa confluire nel PD.
Nella notte di capodanno del 2019 è stato insultato e aggredito fisicamente in piazza San Marco a Venezia da un gruppo di giovani neofascisti.
Alle elezioni politiche anticipate del 2022 viene ricandidato per la Camera nel collegio plurinominale Toscana 03 in seconda posizione nella lista Partito Democratico - Italia Democratica e Progressista in quota Articolo Uno, risultando eletto deputato.
Il 10 giugno 2023 annuncia, insieme a Roberto Speranza, la confluenza di Articolo Uno nel Partito Democratico di Elly Schlein (cui aderirà).

## Posizioni e idee politiche
- Si è dichiarato contrario alla forma di governo della repubblica semipresidenziale.[17]
- È favorevole ad una legge elettorale di tipo proporzionale e al finanziamento pubblico alla politica.[13]
- Ha dichiarato che "Vincere la guerra contro una potenza nucleare significa mettere nel conto l'armageddon"[18], non partecipando al voto in Parlamento sull'invio di armi in Ucraina.